# Lela
Lela es una aldea española situada en la parroquia de Alba, del municipio de Villalba, en la provincia de Lugo, Galicia.

## Demografía
| Gráfica de evolución demográfica de Lela entre 2000 y 2021 |
|                                                            |
| Datos según el nomenclátor publicado por el INE.           |